# Туровля
Туровля (бел. Туроўля) — фортификационное сооружение (крепость, замок). Существовала в XVI веке при впадении речки Туровлянки в Западную Двину (совр. Полоцкий район Витебской области Белоруссии).

## Описание
Прямоугольная в плане деревянная крепость имела четыре угловых башни и воротную башню (браму), к которой вёл мост, переброшенный через речку Туровлянку. Внешний вид крепости известен нам благодаря рисунку, сделанному секретарём и картографом Стефана Батория — С. Пахоловицким.

## История
... На левой стороне Двины царь построил в устье одноименной реки Туровлю, ...— Гейденштейн, «Записки о Московской войне»
Русское государство укрепляло свои территории. Этому противились конкуренты в лице Шведского королевства, Бранденбургского, Саксонское и литовского княжества. Для защиты своих соплеменников Русское государство принимало все меры по строительству оборонительных сооружений. Крепость была создана в 1566 году во время Ливонской войны по приказу Ивана IV Грозного как порубежная крепость. В начале 1579 года Иван IV направил в Польско-литовскую сторону своего представителя, с предложением прислать в Москву «великих послов» для переговоров о добрососедстве и мире. 26 июня 1579 года Стефан Баторий направил царю Ивану Грозному, грамоту с официальным объявлением войны. В акте объявления войны Руси король польский и великий князь литовский провозгласил себя «освободителем» православного русского народа от «тирании» Ивана Грозного. 30 июня этого же года польско-литовское войско начало выдвижение к границе Русского государства. Польско-литовский авангард осадил и захватил порубежные крепости Козьяны и Красный, 4 августа венгерские наёмники поляко-литовцев захватили Ситно.
После взятия Полоцка литовский отряд князя Константина Лукомского двинулся к крепостице Туровля. Московские воеводы оставили крепость со всеми орудиями и припасами и бежали. На радостях князь и его воинство перепились и начали стрелять из орудий. От неудачного попадания мортирной бомбы деревянные постройки загорелись, и крепость выгорела дотла.

## Современные исследования
Институтом истории материальной культуры (ИИМК) Академии наук СССР совместно с Московским педагогическим институтом в 1948 году была организована Полоцкая археологическая экспедиция. Она изучала крепости построенные в период 1566 — 1568 годов, в том числе и Туровлю. Археологическая экспедиция обследовала места расположения крепостей на порубежье того времени. Проведённые исследования дали хороший материал по восстановлению истории СССР.
На 1991 год Замчище «Туровля» (крепость) — недвижимый памятник садово-парковой архитектуры местного значения.